# Ambasciata del Giappone in Italia
L'ambasciata del Giappone in Italia è la missione diplomatica del Giappone presso la Repubblica italiana. È accreditata anche presso Albania, Malta e San Marino.
La sede è a Roma, in Via Quintino Sella, 60.

## Altre sedi diplomatiche dipendenti
La missione giapponese in Italia conta anche 5 consolati, di cui 2 in suolo italiano:
| Tipologia          | Sede                    | Zona di competenza |
| ------------------ | ----------------------- | --- |
| Sezione consolare  | Roma                    | Toscana, Umbria, Marche, Lazio, Abruzzo, Molise, Campania, Puglia, Basilicata, Calabria, Sicilia, Sardegna. È inoltre competente per Albania, Malta e San Marino. |
| Consolato onorario | Napoli                  | Campania, Basilicata, Calabria, Puglia, Sicilia |
| Consolato onorario | Tirana ( Albania)       | Albania |
| Consolato onorario | Floriana ( Malta)       | Malta |
| Consolato onorario | Domagnano ( San Marino) | San Marino |
| Consolato Generale | Milano                  | Lombardia, Piemonte, Liguria, Valle d'Aosta, Trentino-Alto Adige, Friuli-Venezia Giulia, Veneto, Emilia-Romagna                                                   |